# Gameswelt
Gameswelt (ursprünglich gamesweb.com) ist ein deutschsprachiges Onlinemagazin zum Thema Computerspiele mit Niederlassungen in Deutschland, Schweiz und Österreich.

## Beschreibung
Das Magazin wurde 1999 als gamesweb.com Magazin durch die „gamesweb.com AG“ mit Sitz in Bern ins Leben gerufen. Mit neuen Inhabern und dem Umzug der Redaktion nach München wurde die Marke Gameswelt geboren. Im Sommer 2008 expandierte man nach Österreich und in die Schweiz. Mit der Gameswelt Österreich GmbH und der Gameswelt Schweiz GmbH wurden Tochterfirmen gegründet, dazu die Domains gameswelt.at und gameswelt.ch als eigenständige Portale gestartet, die jedoch weitgehend auf Inhalte der Mutterseite zurückgreifen.
Gameswelt beschäftigt sich mit Spielen für PC und die jeweils aktuellen Konsolengenerationen. Chefredakteure der rund zwölf Mann starken Redaktion sind Michael Zeis und Tim Lenzen. Die Berichterstattung umfasst:
- Spieletests
- Vorschauberichte
- tägliche News
- Videoberichte
- Berichterstattung über nationale Events in Deutschland, Schweiz und Österreich

Seit dem 10. November 2014 betreibt Gameswelt außerdem einen Kanal auf der Streamingplattform Twitch (twitch.tv/gameswelt). Die Live-Sendung wird unregelmäßig ausgestrahlt. Das Programm kann folgendes umfassen: News, LiveGaming oder Diskussionen über aktuelle Entertainment-Themen. Moderiert wird die Sendung von Felix Rick, Dennis Kröner oder Christian Kurowski.
Gameswelt ist IVW, Agof und WEMF geprüft. Gameswelt war eines der fünf Mitglieder des mittlerweile inaktiven VdOSM – Verbandes deutschsprachiger Online Spiele-Magazine. Vereinszweck war unter anderem die Trägerschaft des auf der Games Convention 2007 verliehenen OMeGA – Online Media Games Awards.

## Reichweite
Im vierten Quartal 2008 erreichte Gameswelt laut Agof monatlich 420.000 Leser. Nach IVW generiert die Seite weniger als zehn Millionen Seitenaufrufe im Monat. In der Schweiz ist Gameswelt das einzige Spiele-Onlinemagazin beim Net-Metrix Audit der WEMF gelistet und erreichte im Dezember 2007 alleine in der Schweiz eine Reichweite von 36.000 Unique Clients und über 400.000 Seitenaufrufe.

## Medienpartner
- T-Online – Gameswelt liefert Komplettlösungen und Tipps zu Spielen für das Onlinemagazin.
- Tomorrow (deutsche Zeitschrift) – aktuelle Berichte aus der Spielebranche, vornehmlich Testberichte und Vorschauen, werden von Gameswelt geliefert (bis 2009).